# Cinéma afghan

Un clap aux couleurs du drapeau afghan depuis 2021.

Un clap aux couleurs du drapeau afghan entre 2002 et 2021.

Le cinéma d'Afghanistan se relève lentement après une longue période de silence. 

## Histoire

### Émirat d'Afghanistan (1923-1926) et (1929-1939)
Habibullah Khan, Émir de 1901 à 1919, introduit le cinéma en Afghanistan dans la seule cour royale.
En 1923, est présenté au public le premier film muet, à Paghman, à proximité de Kaboul.

### Royaume d'Afghanistan (1926-1973)
En 1946, est produit le premier film afghan, Amour et amitié.
Les premiers film couleur sont réalisés dans les années 1960. 
Dès 1968, à la fondation de l'"Afghan Film", de courts documentaires locaux sont tournés, et présentés au public en avant-séance au cinéma.
Joseph Kessel, qui a déjà rapport d'un voyage en Afghanistan Le Jeu du roi (1956) et le scénario du film La Passe du diable (réalisé par Jacques Dupont (réalisateur) et Pierre Schoendoerffer, 1956), publie en 1967 son roman Les Cavaliers, et essaie d'en tourner dans le pays une adaptation : elle est réalisée par John Frankenheimer avec Les Cavaliers (The Horsemen, 1971).

### République d'Afghanistan (1973-1978)
La présence russe puis soviétique permet une formation professionnelle des personnels de cinéma.

### État islamique d'Afghanistan (1992-2002)
La prise de pouvoir des Talibans en 1996 interdit la représentation (cinéma et télévision), détruit les films, poursuit les récalcitrants.

### Le renouveau des années 2000
Avant les attaques du 11 septembre 2001, Mohsen Makhmalbaf a attiré l'attention sur l'Afghanistan avec son film Kandahar.  Kandahar est une tentative pour rappeler au monde un pays oublié. Plus tard, Yassamin Maleknasr, Abolfazl Jalili, Samira Makhmalbaf et Siddiq Barmak ont apporté des contributions significatives au cinéma persan en Afghanistan. Siddiq Barmak est aussi directeur du Mouvement pour l'Éducation des Enfants d'Afghanistan, une association qui promeut l'alphabétisation, la culture et les arts, fondée par le réalisateur iranien Mohsen Makhmalbaf. L'école forme des acteurs et des réalisateurs pour le cinéma émergent d'Afghanistan.
Dans Djomeh (2000), réalisé par un des assistants d'Abbas Kiarostami, Hassan Yektapanah, l'histoire se focalise sur le sort d'un des deux millions de réfugiés afghans qui sont en Iran sans statut légal. Quand l'acteur Afghan non professionnel du film fut invité au Festival du film de Hambourg puis refusa d'entrer de nouveau en Iran, son histoire devint un autre film, Le chemin du paradis (2002), de l'architecte-acteur-réalisateur Mahmoud Behraznia, qui vit en Allemagne.
Le cinéma d'animation émerge pendant les années 2000 avec plusieurs courts métrages. En 2012, Abbas Ali termine le premier court métrage en images de synthèse en dialecte hazara, Buz-e-Chini, produit en partie au Pakistan où le réalisateur avait dû fuir après la prise de pouvoir des talibans. Dans le même temps, le pays produit des courts métrages éducatifs musicaux.

## Afghan Film
La compagnie de film étatique Afghan Film aussi connue sous le nom Afghan Film Organization (AFO) a été créée en 1968, elle est présidée par Latif Ahmadi (en) (en 2008) et dirigée pour la première fois par une femme, Sahraa Karimi (en 2019)
Cette organisation conserve aussi les archives des films afghans. Une grande partie a été détruite par les talibans, mais quelques employés sont parvenus au risque de leur vie à sauver des films majeurs, 8 000 heures de documents précieux. Le film documentaire A Flickering Truth (en) (Pietra Brettkelly, 2005) retrace ces actes de sauvetage et d'archivage. L’équipe de Afghan Film a reçu en 2008 un prix de l'association américaine des archivistes (Society of American Archivists) en reconnaissance de son engagement.
En 2017, l'Institut afghan du cinéma décide de numériser les archives avec le soutien de l'État afghan qui finance le projet. Le fonds d'archives comprend 32 000 heures de film en format 16 mm et 8 000 heures de film en format 35 mm, qui couvre la période allant des années 1920 à la fin des années 1970, avant les différentes guerres en Afghanistan. Le directeur de l'Institut, Mohammad Ibrahim Arify, qui y travaille depuis 36 ans, et l'un des employés, Fayaz Lutfi, estiment qu'il faudra environ deux ans pour achever la numérisation, à raison de 4 jours pour un long film et 1 jour pour un document d'archive. Les bobines devant au préalable être nettoyées pour enlever la poussière, et supprimer les rayures. À cela s'ajoute la contribution des particuliers qui apportent des films qu'ils ont eux aussi dissimulés pendant la période talibane. Cette initiative a également pour objectif de permettre aux jeunes générations qui n'ont connu que des conflits et aux distributeurs, de faire connaître la vie des Afghanistan «d'autrefois», qui vivaient de manière plus libre, plus prospère, et plus gaie. L'Institut prévoit en outre d'effectuer des projections dans des lieux isolés, privés d'accès à la télévision ou internet, et contrôlés en grande partie par les insurgés, en dépit du risque que constituent de tels déplacements.

## Films en rapport avec l'Afghanistan

### Films étrangers tournés en Afghanistan
De nombreux films étrangers ont été réalisés en Afghanistan, dont des films en hindi, comme Dharmatma Feroz Khan, et Khuda Gawah : 
- 1956 : La Passe du Diable, (FR : Pierre Schoendoerffer et Jacques Dupont),
- 1988 : La Bête de guerre (The Beast of War), (USA : Kevin Reynolds),
- 2002 : In This World, (UK : Michael Winterbottom),
- 2006 : Kabul Express (hindi & urdu), (Inde : Kabir Khan),
- 2007 : Les cerfs-volants de Kaboul (The Kite Runner), (USA : Marc Forster),
- 2017 : Nothingwood (documentaire français de Sonia Kronlund)

## Personnalités

### Acteurs
- Aryan Khan
- Haji Kamran
- Mamnoon Maqsoodi
- Ghafar Qutbyar
- Rasool Emaan

### Actrices
- Marina Golbahari
- Leena Alam

### Réalisateurs
- Siddiq Barmak
- Atiq Rahimi
- Abdul Wahid Nazari
- Sahraa Karimi
- Mithaq Kazimi
- Razi Mohebi
- Roya Sadat

### Scénaristes
- Atiq Rahimi
- Abdul Wahid Nazari

### Listes et catégories
- Films sur l'Afghanistan (en)
- Films tournés en Afghanistan (en)
- Liste des longs métrages afghans proposés à l'Oscar du meilleur film international
- (en) Films A-Z, Films (chronologie)
- (en) Réalisateurs, Acteurs